# Quận của tỉnh Vaucluse
3 quận của tỉnh Vaucluse gồm:
1. Quận Apt, (quận lỵ: Apt) với 6 tổng và 56 xã. Dân số của quận này là 106.115 người năm 1990, 116.644 người năm 1999, tăng trưởng dân số là 9.92%.
2. Quận Avignon, (tỉnh lỵ của tỉnh Vaucluse: Avignon) với 10 tổng và 37 xã. Dân số của quận này là 259.945 người năm 1990, và 269.828 người năm 1999, tăng trưởng dân số là 3.8%.
3. Quận Carpentras, (quận lỵ: Carpentras) với 8 tổng và 58 xã. Dân số của quận này là 101.015 người năm 1990, và 113.213 người năm 1999, tăng trưởng dân số là 12.08%.